# (21928) Prabakaran
(21928) Prabakaran es un asteroide perteneciente al cinturón de asteroides, descubierto el 4 de noviembre de 1999 por el equipo del Lincoln Near-Earth Asteroid Research desde el Laboratorio Lincoln, Socorro, Nuevo México.

## Designación y nombre
Designado provisionalmente como 1999 VX55. Fue nombrado en honor de Sabrina Lakshmi Prabakaran (n. 1991) quien fue finalista del Discovery Channel Young Scientist Challenge (DCYSC) de 2005, una competencia de ciencias para escuelas secundarias, por su proyecto de bioquímica, medicina, salud y microbiología. Asiste a la Escuela Canterbury, Fort Myers, Florida.

## Características orbitales
Prabakaran está situado a una distancia media del Sol de 2,728 ua, pudiendo alejarse hasta 2,919 ua y acercarse hasta 2,537 ua. Su excentricidad es 0,070 y la inclinación orbital 4,084 grados. Emplea 1646,02 días en completar una órbita alrededor del Sol.

## Características físicas
La magnitud absoluta de Prabakaran es 14,82. Tiene 5,907 km de diámetro y su albedo se estima en 0,088.